# Präludium und Fuge cis-Moll, BWV 849 (Das Wohltemperierte Klavier, I. Teil)
Präludium und Fuge cis-Moll, BWV 849, bilden ein Werkpaar im 1. Teil des Wohltemperierten Klaviers, einer Sammlung von Präludien und Fugen für Tasteninstrumente von Johann Sebastian Bach.

## Präludium
Der feierlich-expressive, rezitativische Charakter der melodischen Linie erinnert an Bachs Passionsvertonungen. Eine direkte Beziehung zwischen dem Präludium und der folgenden Fuge ist schwer festzuhalten, es finden sich jedoch einige Andeutungen: der absteigende Halbtonschritt von Cis zu his erscheint schon zu Beginn des Präludiums in der Bassstimme, und die Tonfolge gis-fis-a-gis im abschließenden Takt 39 könnte als Vorwegnahme des Fugenthemas verstanden werden. Das Hauptmotiv des Präludiums enthält einen aufsteigenden Oktavsprung, der sich durch das ganze Stück hinzieht, in Takt 9/10 zu einer None und in Takt 33 sogar zu einer Dezime gesteigert wird.
Eine Abschrift des Präludiums ist im Clavier-Büchlein für Wilhelm Friedemann Bach überliefert.

## Fuge
Mit 115 Takten ist dies eine von Bachs längsten und am meisten und dichtesten ausgearbeiteten Fugen. Sie enthält drei Themen; es ist jedoch strittig, ob sie als Tripelfuge oder als Fuge mit zwei obligaten Kontrapunkten bezeichnet werden soll. Die Fünfstimmigkeit erscheint zu Beginn der Fuge in aufsteigender Reihenfolge, beginnend mit der Bassstimme. Sie wird jedoch bald nach dem fünften Themeneinsatz in der Sopranstimme aufgegeben, im Mittelteil zu einer Dreistimmigkeit reduziert und erscheint erst wieder im Schlussteil ab Takt 99, hervorgehoben durch einen Passus duriusculus (absteigende Halbtöne) von cis2 nach gis1. Die Fuge weist zahlreiche Engführungen auf, enthält jedoch keine themenfremden Zwischenspiele.
Das erste Thema cis-His-e-dis ist ein Kreuzmotiv in halben und ganzen Noten, mit ähnlichen Tonschritten wie B-A-C-H. Das zweite Thema erscheint als lebhafte, rhythmisch kontrastierende Achtelbewegung, erstmals in der Oberstimme ab Takt 36. Es wird ab Takt 49 mit dem dritten Thema kombiniert, einer einfachen Kadenzformel. Als abschließende Krönung erscheint in den letzten zwölf Takten eine ausgedehnte Kadenzierung, wobei die überraschende Dissonanz zu Beginn von Takt 112 die Spannung nochmals steigert.
Ernst Kurth beschreibt den Kontrast zwischen dem ersten und zweiten Thema dieser Fuge:

„Lag im Ersten […] der Grundwille eines lastenden Baues, so ist in diesen Bewegungszügen der Gleichförmigkeit einer ruhig wogenden Linienführung eine Art schwebender Bewegung enthalten, die erst selbst als Kontrast gegen den gedrungenen Bau aufscheint und ihm gegenüber eine Art Höhenempfindung enthält, vergleichbar der Vorstellung lichter Höhe über einem architektonischen Bauwerk von aufstrebender Formbewegung, z. B. einem gotischen Dom.“

Siehe dazu auch Musik und Architektur.